# Limnephilus tarsalis
Limnephilus tarsalis is een schietmottensoort uit de familie van de Limnephilidae. De wetenschappelijke naam van de soort is voor het eerst geldig gepubliceerd in 1920 door Banks als Colpotaulius tarsalis.